# ATP St. Pölten 1994
L'ATP St. Pölten 1994, noto come International Raiffeisen Grand Prix per motivi di sponsorizzazione, è stato un torneo professionistico maschile di tennis giocato sulla terra rossa. È stata la 14ª edizione del torneo – la quinta inserita nell'ATP Tour – era della categoria ATP World Series e si è svolta nell'ambito dell'ATP Tour 1994. Si è giocato dal 13 al 19 giugno 1994 allo Sportzentrum Niederösterreich di Sankt Pölten, in Austria.
È stata la prima edizione di questo torneo giocata in Austria, le prime nove edizioni si erano svolte a Bari, le tre iniziali facevano parte delle Challenger Series e le sei successive erano state poste sotto l'egida del Grand Prix. Prima di approdare a Sankt Pölten, il torneo era quindi stato trasferito per quattro edizioni a Genova, dove per la prima volta è stato inserito nell'ATP Tour.

## Campioni

### Singolare
Thomas Muster ha battuto in finale  Tomás Carbonell, 4-6, 6-2, 6-4

### Doppio
Vojtěch Flégl /  Andrew Florent hanno battuto in finale  Adam Malik /  Jeff Tarango, 3-6, 6-1, 6-4